# Чемпионат Европы по футболу 2020 (отборочный турнир, группа I)
Жеребьёвка отборочного турнира чемпионата Европы 2020 прошла в Дублине 2 декабря 2018 года. В группу I попали сборные по футболу следующих стран: Бельгия, Россия, Шотландия, Кипр, Казахстан и Сан-Марино. К настоящему моменту отборочный турнир завершён. Матчи в группе I проходили с 21 марта 2019 по 19 ноября 2019 года.
Сборные, занявшие первые два места, вышли в финальную часть чемпионата.
Команды, которые не прошли квалификационный групповой этап, смогут по-прежнему претендовать на финальный турнир через плей-офф лиги наций 2018/2019. Каждой лиге будет выделено одно из четырёх оставшихся мест Евро-2020. Четыре команды из каждой лиги, которые ещё не получили квалификацию для финала чемпионата Европы, будут соревноваться в плей-офф своей лиги, которые будут сыграны в марте 2020 года. Места для плей-офф будут сначала распределены на каждого победителя группы, а если команда уже прошла квалификацию в финал чемпионата Европы, то её место достаётся следующей лучшей команде дивизиона. Если же и в этом случае четвёрка команд будет недоукомплектована, свободные места получат лучшие команды из лиги (лиг) ниже классом, из тех, что не прошли квалификацию чемпионата Европы и не попали в плей-офф собственной лиги.

## Турнирная таблица
| Поз | Команда    | И  | В  | Н | П  | МЗ | МП | РМ  | О  | Квалификация                        |     | Бельгия | Россия | Шотландия | Республика Кипр | Казахстан | Сан-Марино |
| --- | ---------- | -- | -- | - | -- | -- | -- | --- | -- | ----------------------------------- | --- | ------- | ------ | --------- | --------------- | --------- | ---------- |
| 1   | Бельгия    | 10 | 10 | 0 | 0  | 40 | 3  | +37 | 30 | Квалификация в финальный раунд      |     | —       | 3:1    | 3:0       | 6:1             | 3:0       | 9:0        |
| 2   | Россия     | 10 | 8  | 0 | 2  | 33 | 8  | +25 | 24 | Квалификация в финальный раунд      |     | 1:4     | —      | 4:0       | 1:0             | 1:0       | 9:0        |
| 3   | Шотландия  | 10 | 5  | 0 | 5  | 16 | 19 | −3  | 15 | Сборная участвует в стыковых матчах |     | 0:4     | 1:2    | —         | 2:1             | 3:1       | 6:0        |
| 4   | Кипр       | 10 | 3  | 1 | 6  | 15 | 20 | −5  | 10 |                                     |     | 0:2     | 0:5    | 1:2       | —               | 1:1       | 5:0        |
| 5   | Казахстан  | 10 | 3  | 1 | 6  | 13 | 17 | −4  | 10 |                                     | 0:2 | 0:4     | 3:0    | 1:2       | —               | 4:0       |            |
| 6   | Сан-Марино | 10 | 0  | 0 | 10 | 1  | 51 | −50 | 0  |                                     | 0:4 | 0:5     | 0:2    | 0:4       | 1:3             | —         |            |

1. 1 2  Голы, забитые в очных встречах между командами: Кипр 3, Казахстан 2.

## Результаты
Расписание матчей было опубликовано УЕФА после жеребьёвки 2 декабря 2018 года в Дублине. Время указано по CET/CEST, в соответствии с правилами УЕФА (местное время, если отличается, указано в скобках).
| Казахстан                                     | 3:0     | Шотландия |
| --------------------------------------------- | ------- | --------- |
| Перцух 6′ · Вороговский 10′ · Зайнутдинов 51′ | (отчёт) |           |

| Кипр                                                                  | 5:0     | Сан-Марино |
| --------------------------------------------------------------------- | ------- | ---------- |
| Сотириу 19′ (пен.), 23′ (пен.) · Кусулос 26′ · Эфрем 31′ · Лайфис 56′ | (отчёт) |            |

| Бельгия                                | 3:1     | Россия      |
| -------------------------------------- | ------- | ----------- |
| Тилеманс 14′ · Э. Азар 45′ (пен.), 88′ | (отчёт) | 16′ Черышев |

| Казахстан | 0:4     | Россия                                                 |
| --------- | ------- | ------------------------------------------------------ |
|           | (отчёт) | 19′, 45+2′ Черышев · 52′ Дзюба · 62′ (авт.) Бейсебеков |

| Сан-Марино | 0:2     | Шотландия                |
| ---------- | ------- | ------------------------ |
|            | (отчёт) | 4′ Маклейн · 74′ Расселл |

| Кипр | 0:2     | Бельгия                    |
| ---- | ------- | -------------------------- |
|      | (отчёт) | 10′ Э. Азар · 18′ Батшуайи |

| Россия                                                                                                   | 9:0     | Сан-Марино |
| --- | ------- | ---------- |
| Чеволи 25′ (авт.) · Дзюба 31′ (пен.), 73′, 76′, 88′ · Кудряшов 36′ · Ант. Миранчук 41′ · Смолов 77′, 83′ | (отчёт) |            |

| Бельгия                                | 3:0     | Казахстан |
| -------------------------------------- | ------- | --------- |
| Мертенс 11′ · Кастань 14′ · Лукаку 50′ | (отчёт) |           |

| Шотландия                | 2:1     | Кипр        |
| ------------------------ | ------- | ----------- |
| Робертсон 61′ · Берк 89′ | (отчёт) | 87′ Кусулос |

| Казахстан                                            | 4:0     | Сан-Марино |
| ---------------------------------------------------- | ------- | ---------- |
| Куат 45+1′ · Федин 62′ · Суюмбаев 66′ · Исламхан 79′ | (отчёт) |            |

| Бельгия                             | 3:0     | Шотландия |
| ----------------------------------- | ------- | --------- |
| Лукаку 45+1′, 57′ · Де Брёйне 90+2′ | (отчёт) |           |

| Россия    | 1:0     | Кипр |
| --------- | ------- | ---- |
| Ионов 38′ | (отчёт) |      |

| Кипр        | 1:1     | Казахстан |
| ----------- | ------- | --------- |
| Сотириу 39′ | (отчёт) | 2′ Щёткин |

| Сан-Марино | 0:4     | Бельгия                                              |
| ---------- | ------- | ---------------------------------------------------- |
|            | (отчёт) | 43′ (пен.), 90+2′ Батшуайи · 57′ Мертенс · 63′ Шадли |

| Шотландия   | 1:2     | Россия                           |
| ----------- | ------- | -------------------------------- |
| Макгинн 10′ | (отчёт) | 40′ Дзюба · 59′ (авт.) О'Доннелл |

| Россия        | 1:0     | Казахстан |
| ------------- | ------- | --------- |
| Фернандес 89′ | (отчёт) |           |

| Сан-Марино | 0:4     | Кипр                                         |
| ---------- | ------- | -------------------------------------------- |
|            | (отчёт) | 2′, 73′ Иоаннис · 38′ Папулис · 75′ Костакис |

| Шотландия | 0:4     | Бельгия                                                     |
| --------- | ------- | ----------------------------------------------------------- |
|           | (отчёт) | 9′ Лукаку · 24′ Вермален · 32′ Алдервейрелд · 82′ Де Брёйне |

| Казахстан   | 1:2     | Кипр                     |
| ----------- | ------- | ------------------------ |
| Ерланов 34′ | (отчёт) | 73′ Сотириу · 84′ Иоанну |

| Бельгия | 9:0     | Сан-Марино |
| --- | ------- | ---------- |
| Лукаку 28′, 41′ · Шадли 31′ · Бролли 35′ (авт.) · Алдервейрелд 43′ · Тилеманс 45+1′ · Бентеке 79′ · Версхарен 84′ (пен.) · Кастань 90′ | (отчёт) |            |

| Россия                                    | 4:0     | Шотландия |
| ----------------------------------------- | ------- | --------- |
| Дзюба 57′, 70′ · Оздоев 60′ · Головин 84′ | (отчёт) |           |

| Казахстан | 0:2     | Бельгия                  |
| --------- | ------- | ------------------------ |
|           | (отчёт) | 21′ Батшуайи · 54′ Мёнье |

| Кипр | 0:5     | Россия                                                   |
| ---- | ------- | -------------------------------------------------------- |
|      | (отчёт) | 9′, 90+2′ Черышев · 22′ Оздоев · 79′ Дзюба · 89′ Головин |

| Шотландия                                                            | 6:0     | Сан-Марино |
| -------------------------------------------------------------------- | ------- | ---------- |
| Макгинн 12′, 27′, 45+1′ · Шенкленд 65′ · Финдлей 67′ · Армстронг 86′ | (отчёт) |            |

| Кипр      | 1:2     | Шотландия                |
| --------- | ------- | ------------------------ |
| Эфрем 47′ | (отчёт) | 12′ Кристи · 53′ Макгинн |

| Россия     | 1:4     | Бельгия                                     |
| ---------- | ------- | ------------------------------------------- |
| Джикия 79′ | (отчёт) | 19′ Т. Азар · 33′, 40′ Э. Азар · 72′ Лукаку |

| Сан-Марино  | 1:3     | Казахстан                                  |
| ----------- | ------- | ------------------------------------------ |
| Берарди 77′ | (отчёт) | 6′ Зайнутдитов · 22′ Суюмбаев · 26′ Щёткин |

| Бельгия                                                                               | 6:1     | Кипр       |
| ------------------------------------------------------------------------------------- | ------- | ---------- |
| Бентеке 16′, 68′ · Де Брёйне 36′, 41′ · Феррейра Карраско 44′ · Христофору 51′ (авт.) | (отчёт) | 14′ Иоанну |

| Сан-Марино | 0:5     | Россия                                                                 |
| ---------- | ------- | ---------------------------------------------------------------------- |
|            | (отчёт) | 3′ Кузяев · 19′ Петров · 49′ Ал. Миранчук · 56′ Ионов · 78′ Комличенко |

| Шотландия                        | 3:1     | Казахстан       |
| -------------------------------- | ------- | --------------- |
| Макгинн 48′, 90+2′ · Нейсмит 64′ | (отчёт) | 34′ Зайнутдинов |

## Бомбардиры
9 мячей
| - Артём Дзюба |

7 мячей
| - Ромелу Лукаку | - Джон Макгинн |

5 мячей
| - Эден Азар | - Денис Черышев |  |

4 мяча
| - Миши Батшуайи - Кевин Де Брёйне | - Пиерос Сотириу | - Иоаннис Кусулос |

3 мяча
| - Кристиан Бентеке | - Бахтиёр Зайнутдинов |  |

2 мяча
| - Дрис Мертенс - Тимоти Кастань - Насер Шадли - Тоби Алдервейрелд | - Юри Тилеманс - Гафуржан Суюмбаев - Алексей Щёткин | - Георгиос Эфрем - Николас Иоанну - Фёдор Смолов - Магомед Оздоев - Александр Головин - Алексей Ионов |

1 мяч
| - Томас Вермален - Яри Версхарен - Тома Менье - Торган Азар - Янник Феррейра Карраско - Юрий Перцух - Ян Вороговский - Исламбек Куат - Максим Федин - Бауржан Исламхан - Темирлан Ерланов | - Константинос Лайфис - Фотис Папулис - Артиматас Костакис - Фёдор Кудряшов - Антон Миранчук - Марио Фернандес - Георгий Джикия - Далер Кузяев - Сергей Петров - Алексей Миранчук - Николай Комличенко | - Филиппо Берарди - Кенни Маклейн - Джонни Расселл - Эндрю Робертсон - Оливер Берк - Лоуренс Шенкленд - Стюарт Финдлей - Стюарт Армстронг - Райан Кристи - Стивен Нейсмит |

1 автогол
| - Абзал Бейсебеков (в матче с Россией) | - Кипрос Христофору (в матче с Бельгией) - Микеле Чеволи (в матче с Россией) | - Кристиан Бролли (в матче с Бельгией) - Стивен О’Доннелл (в матче с Россией) |

## Наказания
Игрок автоматически пропускает следующий матч в случаях:
- Получение красной карточки (увеличение срока дисквалификации, может быть произведено в случае серьезного правонарушения)
- Получение трех желтых карточек в трех разных матчах, а также после пятой и любых последующих желтых карточек (дисквалификация переносится в плей-офф, но не в финал или в любые другие будущие международные матчи)

## Комментарии
1. ↑  CET (UTC+1) для матчей в марте и ноябре 2019, а CEST (UTC+2) для всех остальных матчей.